# 吕新雨
吕新雨（1965年4月—），中国华东师范大学传播学院教授。

## 生平
1965年4月出生于安徽，父为吕美生。1993年获复旦大学文艺美学博士学位，任教于复旦大学新闻学院。2014年7月起任华东师范大学紫江特聘教授，2017年2月23日起任华东师大传播学院院长。

## 著作
著有《乡村与革命》、《书写与遮蔽：影像、传媒与文化论集》、《纪录中国：当代中国的新纪录运动》、《神话·悲剧·〈诗学〉——对古希腊诗学传统的重新认识》、《乡村与国家》、《学术、传媒与公共性》。